# Leichtathletik-Europameisterschaften 1990/Weitsprung der Männer

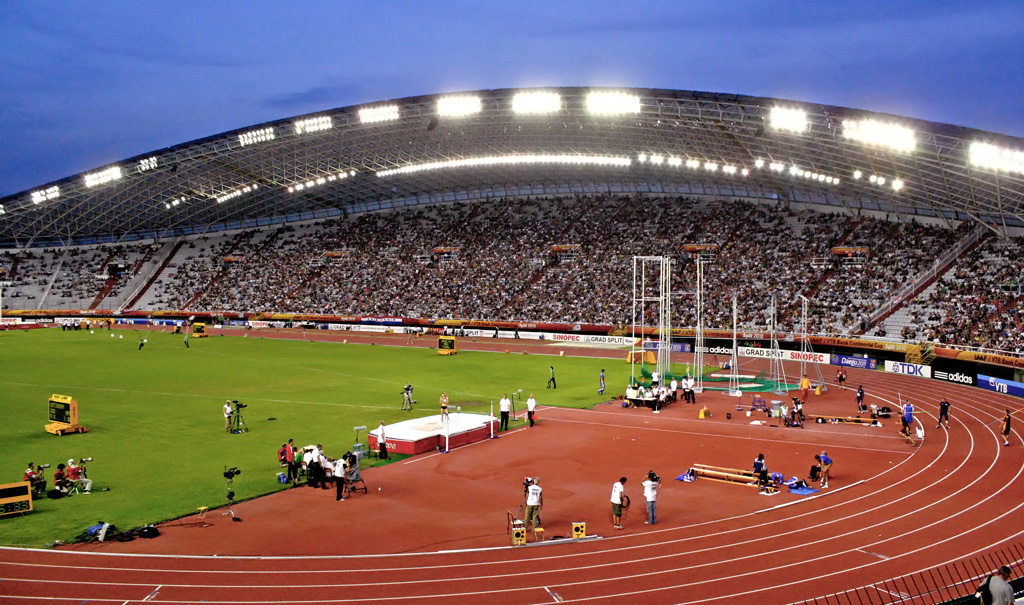
Das Stadion Poljud von Split im Jahr 2010

Der Weitsprung der Männer bei den Leichtathletik-Europameisterschaften 1990 wurde am 29. und 30. August 1990 im Stadion Poljud in Split ausgetragen.
Europameister wurde der bundesdeutsche Weitspringer Dietmar Haaf. Er gewann vor dem Spanier Ángel Hernández. Bronze ging an den Jugoslawen Borut Bilač.

## Bestehende Rekorde
| Weltrekord           | 8,90 m | Bob Beamon     | OS Mexiko-Stadt, Mexiko                  | 18. Oktober 1968 |
| Europarekord         | 8,86 m | Robert Emmijan | Zaghkadsor, Sowjetunion (heute Armenien) | 22. Mai 1987     |
| Meisterschaftsrekord | 8,41 m | Robert Emmijan | EM Stuttgart, BR Deutschland             | 29. August 1986  |

Der bestehende EM-Rekord wurde bei diesen Europameisterschaften nicht erreicht. Die größte Weite erzielte der bundesdeutsche Europameister Dietmar Haaf im Finale mit 8,25 m, womit er sechzehn Zentimeter unter dem Rekord blieb. Zum Europarekord fehlten ihm 61 Zentimeter, zum Weltrekord 65 Zentimeter.

## Doping
Hier kam es zu einem schlimmen Versehen. Borut Bilač wurde nach einer fehlerhaften Dopinganalyse vorübergehend disqualifiziert, erhielt jedoch 1991 seine Bronzemedaille zurück.

## Windbedingungen
In den folgenden Ergebnisübersichten sind die Windbedingungen zu den jeweils besten Sprüngen benannt. Der erlaubte Grenzwert liegt bei zwei Metern pro Sekunde. Bei stärkerer Windunterstützung wird die Weite für den Wettkampf gewertet, findet jedoch keinen Eingang in Rekord- und Bestenlisten.

## Legende
Kurze Übersicht zur Bedeutung der Symbolik – so üblicherweise auch in sonstigen Veröffentlichungen verwendet:
| w   | Windunterstützung über dem zulässigen Wert von 2,0 m/s |
| NM  | keine Weite (no mark)                                  |
| ogV | ohne gültigen Versuch                                  |

## Qualifikation
29. August 1990
22 Wettbewerber traten in zwei Gruppen zur Qualifikationsrunde an. Zwölf von ihnen (hellblau unterlegt) übertrafen die Qualifikationsweite für den direkten Finaleinzug von 7,90 m. Damit war die Mindestzahl von zwölf Finalteilnehmern exakt erreicht. Die qualifizierten Athleten bestritten am darauffolgenden Tag gemeinsam das Finale.

### Gruppe A

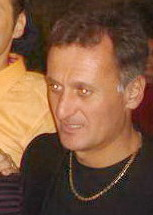
Der Titelverteidiger, Vizeweltmeister von 1987 und Europarekordinhaber Robert Emmijan war hier indisponiert und schied ohne gültigen Versuch aus

| Platz | Name                   | Nation         | Weite (m) | Wind (m/s) |
| ----- | ---------------------- | -------------- | --------- | ---------- |
| 1     | Siniša Ergotić         | Jugoslawien    | 7,99 w    | +2,4       |
| 2     | Mark Forsythe          | Großbritannien | 7,9100    | +1.4       |
| 3     | Christian Thomas       | BR Deutschland | 7,9000    | +1,5       |
| 4     | Konstadínos Koukodímos | Griechenland   | 7,90 w    | +2,2       |
| 5     | André Müller           | DDR            | 7,8500    | +1,4       |
| 6     | Juha Kivi              | Finnland       | 7,7000    | −1,8       |
| 7     | Jean-Louis Rapnouil    | Frankreich     | 7,6800    | +1,7       |
| 8     | Fausto Frigerio        | Italien        | 7,6200    | +1,3       |
| 9     | Milko Campus           | Italien        | 7,5700    | +1,8       |
| NM    | Robert Emmijan         | Sowjetunion    | ogV00     |            |
| NM    | Nenad Stekić           | Jugoslawien    | ogV00     |            |

### Gruppe B

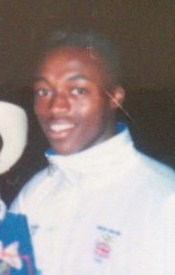
7,48 m reichten Stewart Faulkner nicht für die Finalteilnahme

| Platz | Name                 | Nation         | Weite (m) | Wind (m/s) |
| ----- | -------------------- | -------------- | --------- | ---------- |
| 1     | Jarmo Kärnä          | Finnland       | 8,1300    | +1,6       |
| 2     | Frans Maas           | Niederlande    | 8,0400    | +1,3       |
| 3     | Dietmar Haaf         | BR Deutschland | 8,0400    | +0,6       |
| 4     | Borut Bilač          | Jugoslawien    | 8,0200    | +1,1       |
| 5     | Bogdan Tudor         | Rumänien       | 8,0200    | +1,8       |
| 6     | Ángel Hernández      | Spanien        | 8,0000    | +1,5       |
| 7     | Wladimir Ratuschkow  | Sowjetunion    | 7,9300    | +1,1       |
| 8     | Giovanni Evangelisti | Italien        | 7,9100    | +0,9       |
| 9     | Stewart Faulkner     | Großbritannien | 7,48 w    | +2,4       |
| 10    | Daniel Iwanow        | Bulgarien      | 7,4100    | +1,5       |
| 11    | Carlos Castelbranco  | Portugal       | 6,9600    | −0,3       |

## Finale

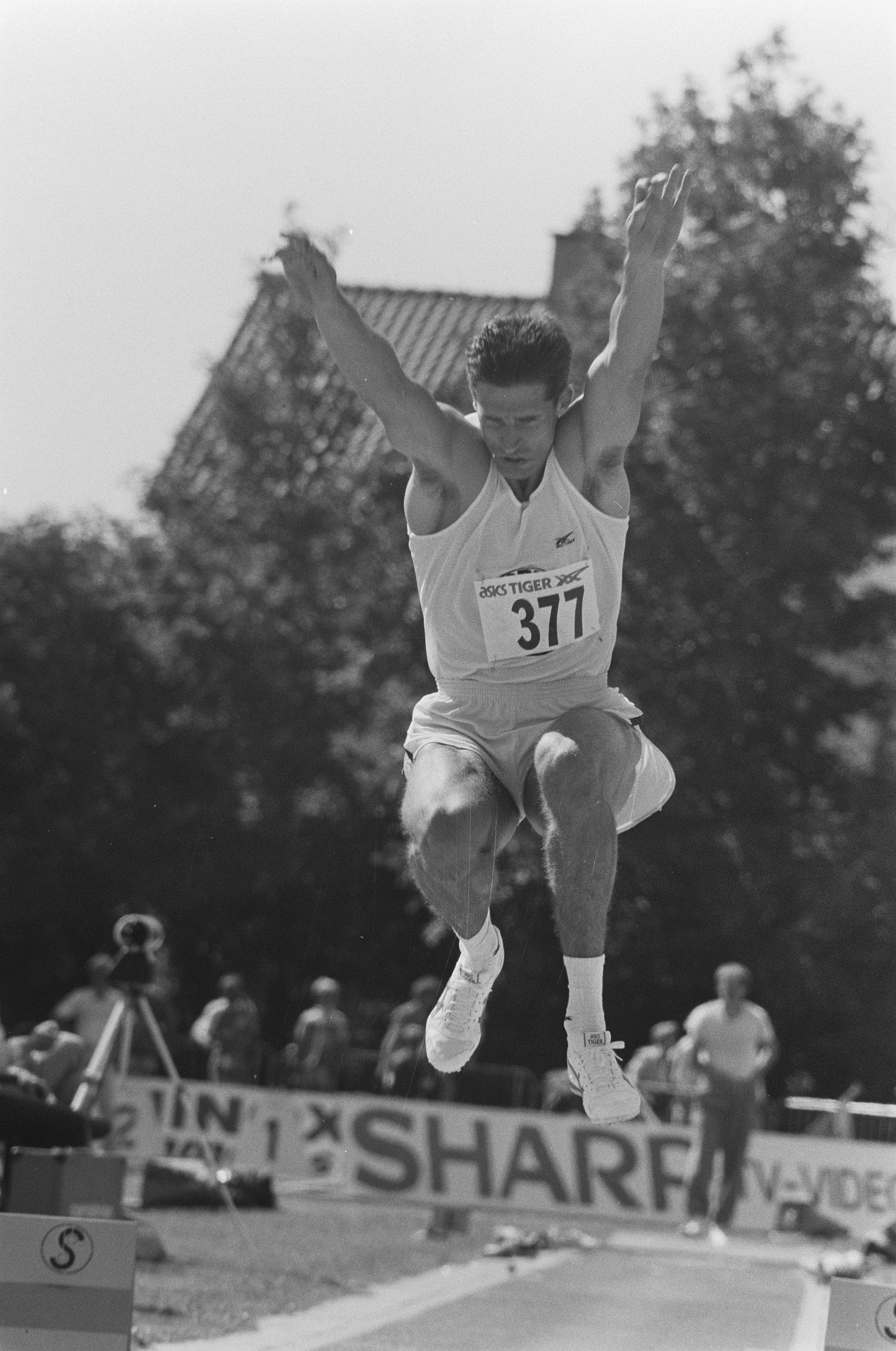
Frans Maas belegte Rang vier

30. August 1990
| Platz | Name                   | Nation         | Weite (m) |
| ----- | ---------------------- | -------------- | --------- |
| 1     | Dietmar Haaf           | BR Deutschland | 8,25      |
| 2     | Ángel Hernández        | Spanien        | 8,15      |
| 3     | Borut Bilač            | Jugoslawien    | 8,09      |
| 4     | Frans Maas             | Niederlande    | 8,00      |
| 5     | Wladimir Ratuschkow    | Sowjetunion    | 7,99      |
| 6     | Jarmo Kärnä            | Finnland       | 7,95      |
| 7     | Giovanni Evangelisti   | Italien        | 7,93      |
| 8     | Bogdan Tudor           | Rumänien       | 7,86      |
| 9     | Siniša Ergotić         | Jugoslawien    | 7,83      |
| 10    | Konstadínos Koukodímos | Griechenland   | 7,79      |
| 11    | Mark Forsythe          | Großbritannien | 7,79      |
| 12    | Christian Thomas       | BR Deutschland | 7,74      |

## Videolink
- 3022 European Track & Field 1990 Split Long Jump Men Dietmar Haaf, www.youtube.com, abgerufen am 22. Dezember 2022
- 1990, Borut Bilac, Long Jump, European Championships, Split, www.youtube.com, abgerufen am 22. Dezember 2022